# 菅谷村 (新潟県)
菅谷村（すがだにむら）は、かつて新潟県北蒲原郡にあった村。

## 沿革
- 1889年（明治22年）4月1日 - 町村制施行に伴い北蒲原郡菅谷村、繁山新田、小出村、上寺内村、下寺内村、横山村、丸市新田、下中山村、溝足村、上荒沢村、熊出村が合併し、菅谷村が発足。
- 1901年（明治34年）11月1日 - 北蒲原郡蔵光村と合併して菅谷村を新設。
- 1955年（昭和30年）3月31日 - 新発田市に編入され消滅。

## 学校

### 小学校
- 菅谷村立菅谷小学校
- 菅谷村立下中山小学校
- 菅谷村立石川小学校
- 菅谷村立中倉小学校

### 中学校
- 菅谷村立菅谷中学校